# Реміфентаніл
Реміфентаніл (англ. Remifentanil, лат. Remifentanilum) — синтетичний лікарський засіб, що належить до групи опіоїдних анальгетиків з ультракоротким перідом дії. Реміфентаніл запатентований компанією «GlaxoSmithKline», та схвалений до клінічного застосування у 1996 році.

## Фармакологічні властивості
Реміфентаніл — синтетичний лікарський засіб, що належить до групи опіоїдних анальгетиків, та структурно подібний до фентанілу. Механізм дії препарату полягає у стимулюванні μ-підвидів опіатних рецепторів. При застосуванні реміфентанілу спостерігається виражений знеболювальний ефект, утримується гемодинамічна стабільність, спостерігається пригнічення дихання та ригідність м'язів, проте внаслідок дуже короткого періоду напіввиведення препарату ці ефекти є короткочасними, відновлення після дії препарату могло тривати лише 3 хвилини, тому реміфентаніл може застосовуватися при короткочасних оперативних втручаннях, зокрема для знеболення пологів, при нейрохірургічних та абдомінальних операціях, а також для видкої інтубації трахеї, а також для індукції та підтримки загальної анестезії. Найчастіше реміфентаніл використовують разом із пропофолом, ця комбінація не впливає на показники гемодинаміки, а також зберігає серцево-судинну регуляцію та ауторегуляцію мозкового кровообігу, проте може спричинити суттєве пригнічення дихання.

### Фармакокінетика
Реміфентаніл дуже швидко розподіляється в організмі, та метаболізується до неактивних метаболітів практично відразу після парентерального введення псевдохолінестеразами крові, препарат на 70 % зв'язується з білками крові. Реміфентаніл проникає через гематоенцефалічний бар'єр, через плацентарний бар'єр, та виділяється в грудне молоко. Виводиться препарат із організму із сечею. Період напіввиведення реміфентанілу становить 3—10 хвилин, основного метаболіту до 2 годин, цей час не змінюється у хворих із порушеннями функції печінки або нирок.

## Покази до застосування
Реміфентаніл застосовується як засіб для знеболення під час індукції та/або підтримання загальної анестезії, або для седації або знеболення у пацієнтів віком від 18 років, які знаходяться на штучній вентиляції легень.

## Побічна дія
При застосуванні реміфентанілу спостерігаються наступні побічні ефекти — алергічні реакції, седативний ефект, синдром відміни, аритмія, гіпертензія або гіпотензія, брадикардія, судоми, зупинка дихання, кашель, свербіж шкіри, нудота, блювання, запор, післяопераційні тремтіння і біль, толерантність до наркотиків.

## Протипокази
Реміфентаніл протипоказаний при підвищеній чутливості до препарату або інших похідних фентанілу, а також для проведення епідуральної та спінальної блокади.

## Форми випуску
Реміфентаніл випускається у вигляді флаконів для ін'єкцій із вмістом 1, 2 або 5 мг сухої речовини.